# Johnny Most
John M. Most (Nueva York, 15 de junio de 1923 – Hyannis, 3 de enero de 1993), fue un locutor radiofónico estadounidense, conocido principalmente por su ronca y áspera voz como narrador de los partidos de los Boston Celtics desde 1953 hasta 1990. 

## Biografía
Fue una leyenda para los seguidores de los Boston Celtics durante la era dorada de la franquicia desde la década de 1950 hasta finales de la década de 1980. En el estado de Nueva Inglaterra es una figura comparable a la de Bill Russell, Bob Cousy o Larry Bird, y muchos aficionados que veían los partidos por televisión bajaban el volumen para escuchar sus comentarios.
Es legendaria su narración en los segundos finales del séptimo partido de las finales de la Conferencia Este de la Temporada 1964-65 de la NBA disputada entre los Boston Celtics y los Philadelphia 76ers: "Greer is putting the ball into play. He gets it out deep and Havlicek steals it! Over to Sam Jones!  It's all over! Johnny Havlicek is being mobbed by the fans! It's all over! Johnny Havlicek stole the ball!".
Nacido de padres judíos en la ciudad de Nueva York, recibió su nombre de su abuelo paterno, el pensador anarquista germano-estadounidense Johann Most. Johnny Most fue uno de los graduados más exitosos de la escuela secundaria DeWitt Clinton en el distrito del Bronx. Comenzó su carrera en la década de 1940, participó como piloto de combate en la Segunda Guerra Mundial y en 1953 fue contratado por el propietario de los Boston Celtics, Walter Brown y el entrenador Red Auerbach para reemplazar a Curt Gowdy como el hombre de la radio de los Celtics. 
Rara vez criticó a los jugadores de los Celtics durante los partidos, pero no se ahorró reproches a los jugadores de otros equipos. Por ejemplo, apodó a Magic Johnson "Crybaby Johnson" después de impugnar con éxito una decisión arbitral y fue muy duro con los Detroit Pistons por su juego rudo a finales de la década de 1980.
El 10 de octubre de 1990, Johnny Most anunció su retirada por motivos de salud. El 3 de diciembre del mismo año, fue honrado con la instalación permanente de su micrófono en el Boston Garden.
Tras su muerte, acaecida el 3 de enero de 1993, la fundación Basketball Hall of Fame le otorgó el prestigioso "Curt Gowdy Media Award" por su contribución al baloncesto. El 4 de octubre de 2002, Most fue incluido en el sector de mass-media en el Salón de la Fama del Baloncesto de Nueva Inglaterra en la Universidad de Rhode Island.
Sus restos mortales descansan en el cementerio Temple Emeth Memorial Park, ubicado en West Roxbury, un barrio de la ciudad de Boston.